# Saint-Aubin-des-Hayes
Saint-Aubin-des-Hayes foi uma antiga comuna francesa na região administrativa da Normandia, no departamento de Eure. Estendia-se por uma área de 6,06 km². Em 2010 a comuna tinha 145 habitantes (densidade: 23,9 hab./km²).
Em 1 de janeiro de 2018, passou a formar parte da nova comuna de Mesnil-en-Ouche.